# Вальраф, Диего
Диего Вальраф (нем. Diego Wallraff; род. 30 ноября 1961 в Колумбии) — немецкий актёр. Наиболее известен по фильму «Любовь и мрак», в котором исполнил роль Хосе, экранного брата Антонио Бандераса.

## Биография
Диего Вальраф родился 30 ноября 1961 года в Колумбии, в семье немца-отца и матери-колумбийки. Его младший брат, Куко, тоже впоследствии стал актёром. В юности вместе с семьёй переехал в Германию, где окончил школу и выучился выучился на автомеханика в Гамбурге. После прохождения военной службы в Вуппертале и Шлезвиге он обучался актерскому мастерству в Гамбургской высшей школе музыки и театра.
Длительное время Вальраф жил в Санта-Монике, Калифорния, и снимался в американских фильмах и телесериалах.

## Фильмография
| Год       |    | Русское название                                | Оригинальное название          | Роль             |
| --------- | -- | ----------------------------------------------- | ------------------------------ | ---------------- |
| 1989      | с  | Место преступления                              | Tatort                         | Петрини          |
| 1994      | ф  | Любовь и мрак                                   | De amor y de sombra            | Хосе             |
| 1995      | тф | Иосиф                                           | Joseph                         | Иссахар          |
| 1995      | ф  | Семья Переc                                     | The Perez Family               | Анхель Диаз      |
| 1997      | ф  | Исключение из правил                            | Exception to the Rule          | детектив Гарсия  |
| 1997      | с  | Метод Крекера                                   | Cracker                        | Луис             |
| 2001—2003 | с  | Ларго                                           | Largo Winch                    | Саймон Овроннас  |
| 2004      | ф  | Макс-разрушитель: Проклятие нефритового дракона | Max Havoc: Curse of the Dragon | Джо              |
| 2005      | с  | Шпионка                                         | Alias                          | Алекс Рукер      |
| 2005      | с  | Одинокие сердца                                 | The O.C.                       | Митчелл Дэвидсон |
| 2015      | с  | Оставленные                                     | The Leftovers                  | Хоакин Куарто    |
| 2018      | с  | Морские котики                                  | SEAL Team                      | падре Эфраин     |
| 2019      | с  | Спецназ города ангелов                          | S.W.A.T                        | Беттига          |
| 2021      | с  | Морская полиция: Новый Орлеан                   | NCIS: New Orleans              | Хорхе Перез      |
| 2023      | с  | Джек Райан                                      | Jack Ryan                      | Алехандро Маркез |